# Avantreno

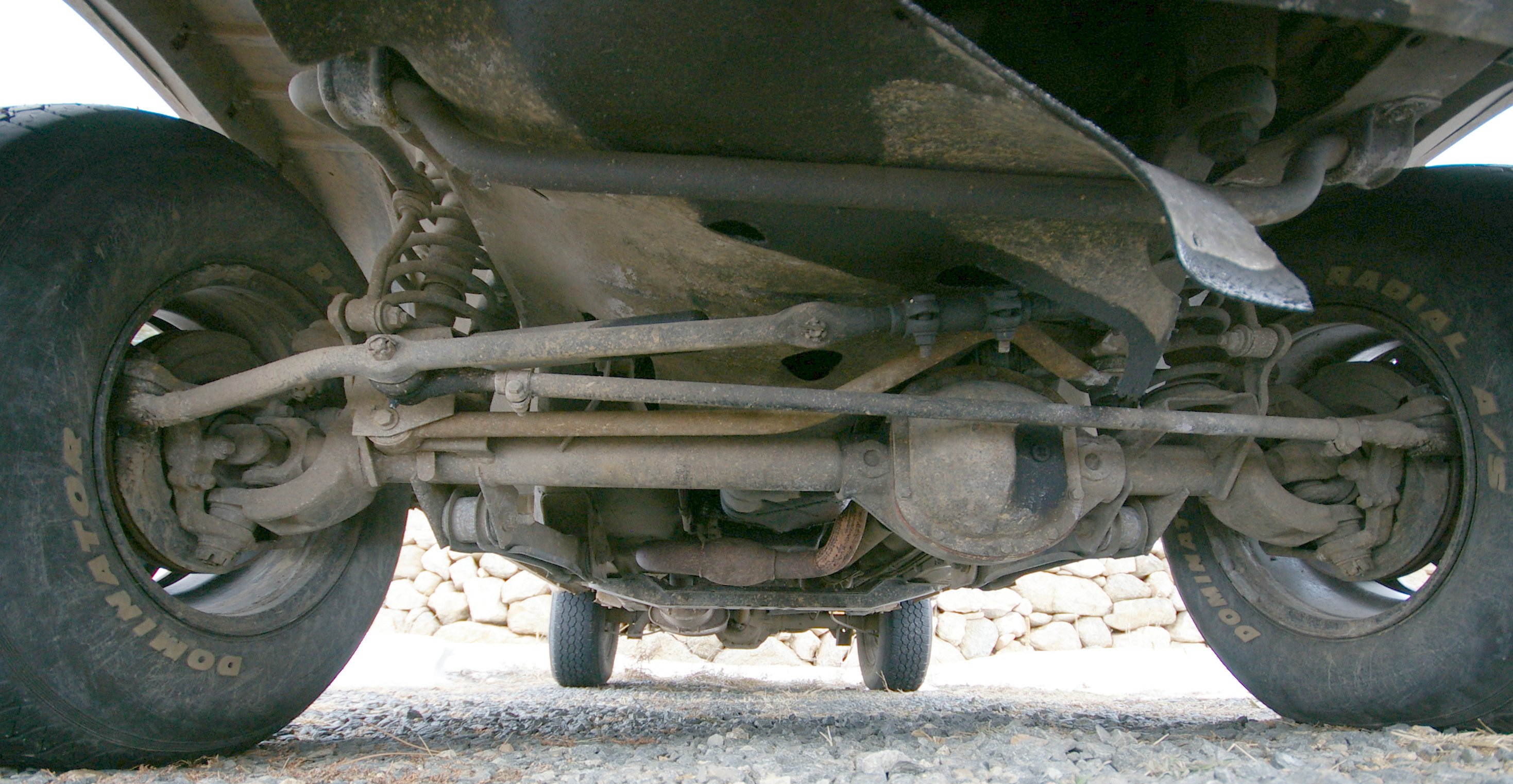
Avantreno di una Jeep Cherokee.

Nella meccanica delle automobili e di altri veicoli a ruote, l'avantreno è il sistema composto dalla ruota o dalle ruote anteriori e dai dispositivi di sospensione e di sterzo a esse connessi. Nelle automobili a trazione anteriore, questo sistema è collegato con quello della trasmissione.